# Christophe-Gabriel Allegrain

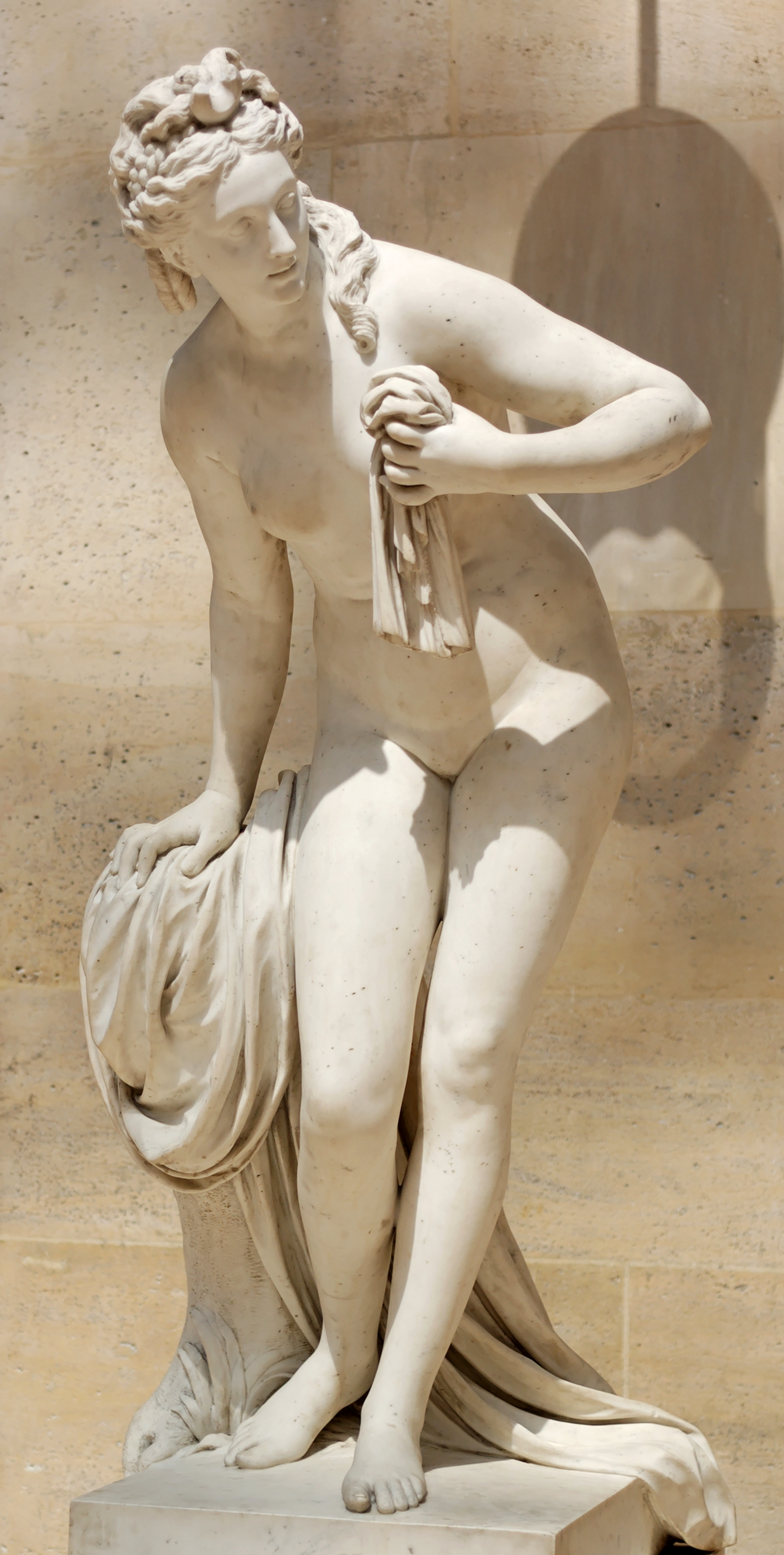
El baño de (Diana), 1776-78, encargo de Mme du Barry para Louveciennes.

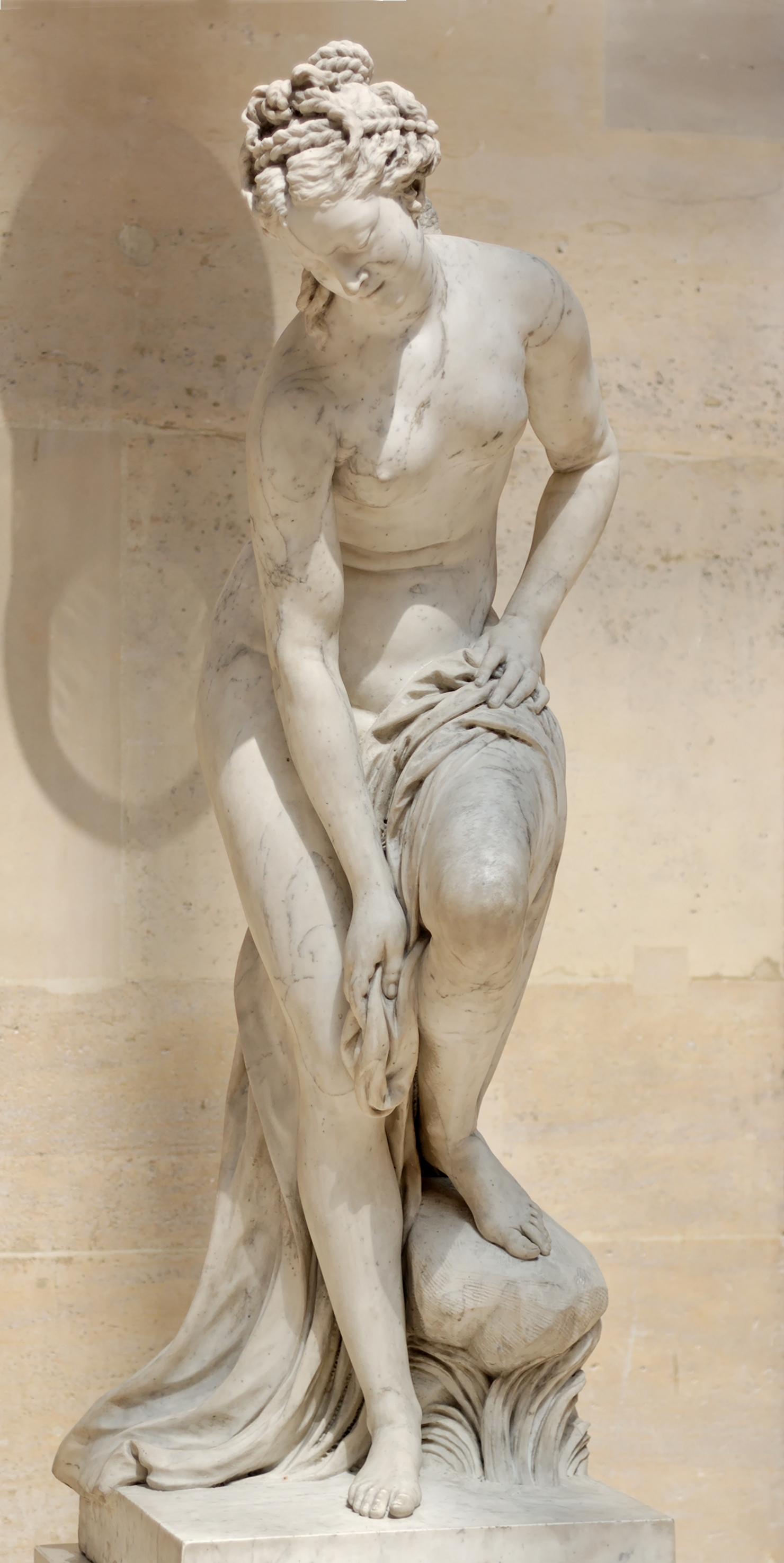
Bañista, 1776-78, encargo de Mme du Barry para Louveciennes.

Christophe-Gabriel Allegrain (París, 11 de octubre de 1710—París, 1795) es un escultor francés que desarrollo su obra bajo un estilo neoclásico atenuado con la suavidad y el encanto del Rococó, por la influencia de su cuñado, Jean-Baptiste Pigalle, que fue más famoso.

## Biografía
Allegrain nació dentro de una familia acomodada de pintores paisajistas de París. Es nieto de Étienne Allegrain, pintor de paisaje, e hijo de Gabriel Allegrain, también miembro de la Academia, era cuñado y colaborador del escultor Juan-Bautista Pigalle. Se hizo escultor del rey y miembro de la Academia real de pintura y de escultura, de la que fue el rector y deán.
Justo a principios del siglo XVIII , Christophe-Gabriel Allegrain, se instala, en París, en el barrio del Marais, en la calle Meslay (antiguamente calle de las murallas), donde establece su estudio, sobre el emplazamiento de las antiguas murallas de Philippe Auguste y de Carlos V, murallas que habían dado su nombre a esta calle, y que fueron demolidas por orden de Richelieu. Entre los artistas, que tenían su taller en la calle Meslay, se encuentran Juan-Bautista Pigalle y el escultor Robert Lelorain.
Su trabajo individual más famoso  es el mármol Bañista (La Baigneuse), encargo para las residencias reales a través de los Bâtiments du Roi en 1755; mostraron un bosquejo modelado en el Salón de 1757. Cuando el mármol terminado finalmente fue expuesto en el Salón de 1767 recibió una recepción sensacional. En 1772, Luis XV lo cedió a Madame du Barry para su Castillo de Louveciennes, donde ella había terminado el célebre pabellón que introdujo el Neoclasicismo en Francia, generalmente  asociado con el "estilo de Louis Seize ", en los círculos cortesanos. Después de la muerte del Rey Mme du Barry encargó en 1776 a Allegrain otra bañista, que entregó en 1778 (ilustración). instaladas ambas en los paisajes del jardín como Vénus y Diana proporcionaron una alegoría de su amor sensual pasado y su condición presente casta. (Ambas se conservan en el Museo del Louvre.) Existen reproducciones en bronce patinado de escala menor, y ambas piezas son muy populares y fueron reproducidas a lo largo del siglo XIX: en 1860, cuando los hermanos Goncourt mencionaban las "refinadas piernas de la a Diana de Allegrain", sus lectores evocaban la familiar imagen.
El retrato de Allegrain realizado por Joseph Duplessis, 1774, le dispensó a este pintor un lugar en la Real Academia de Pintura y Escultura. 
Entre los pupilos de Allegrain podemos nombrar a su hijo y a François-Dominique-Aimé Milhomme.

## Obras
- Venus saliendo del baño, llamada La Baigneuse  (salón de 1767), estatua, mármol, París, museo del Louvre : sin duda la escultura más reproducida del mundo en todos los materiales y tamaños.
- Diana sorprendida por Acteón, llamada también Diane au bain (Diana en el baño)  (1778), estatua, mármol, París, museo del Louvre
- Narciso, París, museo del Louvre
- Georges Gougenot (Coiffy-la-Ville, Haute-Marne, 1664 - París, 1748), consejero y secretario del rey, y su mujer, nacida, Michelle Férouillat (...-1763), medallón, bajo relieve en mármol, en el museo del Louvre.